# Aiutante
L'aiutante può essere una funzione militare o, in uno Stato mondiale e del tempo, anche un grado militare.
L'aiutante è un ufficiale o sottufficiale assistente, assegnato ad un ufficiale di grado più elevato, con compiti simili a quelli di un aiutante di campo.

## Origini del termine
Il termine usato nella maggior parte dei paesi anglosassoni, così come in Germania e Francia (adjutant), deriva dal latino adiutans, participio presente del verbo adiuvare. Questa posizione esisteva nell'esercito romano, per il quale veniva usato il termine adiutor.

## Grado militare
Aiutante è anche il grado apicale del ruolo sottufficiali di alcune forze armate mondiali, principalmente nei paesi francofoni, paragonabile al ruolo marescialli delle forze armate italiane.

### Argentina
Nelle Forze armate argentine tra i sottufficiali c'è nell'esercito il grado di Sargento Ayudante, omologabile al sergente maggiore aiutante dell'Esercito Italiano e al Brigadiere capo qualifica speciale dell'Arma dei Carabinieri e al Sergeant First class (Sergente di prima classe) dell'Esercito Americano. Il grado corrispondente nella Fuerza Aérea Argentina è Suboficial Ayudante omologabile al sergente maggiore aiutante  dell'Aeronautica Militare Italiana e al Master sergeant dell'Aeronautica americana. Nell'Armada Argentina il grado omologo è Suboficial segundo, omologabile al secondo capo aiutante della Marina Militare Italiana e al Chief petty officer della US Navy.

### Belgio
Nelle forze armate del Belgio i gradi di Adjudant-Majoor (aiutante maggiore), Adjudant-chef (aiutante capo) e Adjudant (aiutante) sono omologabili rispettivamente al maresciallo capo, al maresciallo ordinario e al maresciallo dell'Esercito Italiano, al maresciallo di prima, seconda e terza classe dell'aeronautica militare italiana e al capo di prima, seconda e terza classe della Marina Militare Italiana.

### Italia
In Italia, nel 1916, nel corso della prima guerra mondiale, si decise di istituire un nuovo grado che si ponesse al vertice della categoria dei sottufficiali: l'aiutante di battaglia. La legge istitutrice affermava che tale grado potesse essere attribuito a qualunque militare che si fosse distinto, per azioni, in caso di guerra o gravi crisi internazionali.
Durante l'epoca fascista aiutante era un grado del ruolo marescialli della Milizia Volontaria per la Sicurezza Nazionale. Il grado si articolava su tre livelli:
- Aiutante: omologo del maresciallo ordinario del Regio Esercito e dell'Arma dei Carabinieri, del capo di terza classe della Regia Marina e del maresciallo di terza classe della Regia Aeronautica
- Aiutante capo: omologo del maresciallo capo del Regio Esercito e dell'Arma dei Carabinieri, del capo di seconda classe della Regia Marina e del maresciallo di seconda classe della Regia Aeronautica
- Primo aiutante: omologo del maresciallo maggiore del Regio Esercito e dell'Arma dei Carabinieri, del capo di prima classe della Regia Marina e del maresciallo di prima classe della Regia Aeronautica.

| Milizia Volontaria per la Sicurezza Nazionale | Milizia Volontaria per la Sicurezza Nazionale | Milizia Volontaria per la Sicurezza Nazionale |
| Primo aiutante                                | Aiutante capo                                 | Aiutante                                      |
| --------------------------------------------- | --------------------------------------------- | --------------------------------------------- |
|                                               |                                               |                                               |

Nel 1944, a seguito della proclamazione della Repubblica Sociale Italiana, il Partito Fascista Repubblicano (P.F.R.) si trasformò in organismo di tipo militare costituendo il "Corpo Ausiliario delle Squadre d'Azione delle Camicie Nere" (D. Lgs. n. 446/1944-XXII della R.S.I.), organizzato su base provinciale nelle Brigate nere, i cui componenti erano identificati formalmente con il termine "camicie nere".
Nella fase iniziale, nelle Brigate nere, non esistevano gradi in senso stretto, ma delle semplici cordelline indossate attorno alla spalla destra come indicatori temporanei di funzione di comando, legati al ruolo rivestito nell'operazione in corso, secondo il seguente schema:
 Comandante di Brigata
 Comandante di Battaglione o Vice-Comandante di Brigata
 Comandante di Compagnia
 Comandante di Plotone
 Comandante di Squadra
Il ruolo di comandante di plotone nella Milizia Volontaria per la Sicurezza Nazionale era riservato al capomanipolo, che era il grado più basso della categoria degli ufficiali subalterni. A partire dal gennaio 1945, il sistema di gradi funzionali venne abbandonato e vennero istituiti gradi permanenti, analoghi a quelli della Guardia Nazionale Repubblicana e la denominazione del grado divenne quella di aiutante, grado più basso del ruolo marescialli.
Nella Guardia Nazionale Repubblicana e del Corpo Ausiliario delle Squadre d'Azione delle Camicie Nere nella Repubblica Sociale Italiana il ruolo marescialli si articolava su tre livelli:
- Aiutante: omologo del maresciallo ordinario dell'Esercito Nazionale Repubblicano, del capo di terza classe della Marina Nazionale Repubblicana e del maresciallo di terza classe dell'Aeronautica Nazionale Repubblicana, mentre nel Servizio Ausiliario Femminile il grado omologo era di capo nucleo.
- Aiutante capo: omologo del maresciallo capo dell'Esercito Nazionale Repubblicano, del capo di terza classe della Marina Nazionale Repubblicana e del maresciallo di terza classe dell'Aeronautica Nazionale Repubblicana.
- Primo aiutante: omologo del maresciallo maggiore dell'Esercito Nazionale Repubblicano, del capo di terza classe della Marina Nazionale Repubblicana e del maresciallo di terza classe dell'Aeronautica Nazionale Repubblicana.

| Guardia Nazionale Repubblicana e Corpo Ausiliario delle Squadre d'Azione delle Camicie Nere | Guardia Nazionale Repubblicana e Corpo Ausiliario delle Squadre d'Azione delle Camicie Nere | Guardia Nazionale Repubblicana e Corpo Ausiliario delle Squadre d'Azione delle Camicie Nere |
| Primo aiutante                                                                              | Aiutante capo                                                                               | Aiutante                                                                                    |
| ------------------------------------------------------------------------------------------- | ------------------------------------------------------------------------------------------- | ------------------------------------------------------------------------------------------- |
|                                                                                             |                                                                                             |                                                                                             |

Dopo la proclamazione della Repubblica, i marescialli erano inquadrati in tre livelli gerarchici: maresciallo ordinario, maresciallo capo e maresciallo maggiore. In seguito negli anni settanta venne aggiunto il grado di maresciallo maggiore aiutante, detto anche più semplicemente maresciallo aiutante o solo aiutante, sovraordinato agli altri gradi.
Nel 1995 la legge sulla professionalizzazione delle forze armate italiane portò nell'Esercito Italiano ad una ridenominazione dei gradi dei marescialli in base alla quale si aveva la seguente trasformazione:
- maresciallo ordinario → maresciallo;
- maresciallo capo → maresciallo ordinario;
- maresciallo maggiore → maresciallo capo;
- maresciallo maggiore aiutante → maresciallo aiutante (dal 2001 ridenominato "primo maresciallo");

Con tale legge veniva abrogata la denominazione di maresciallo maggiore, e nell'Arma dei Carabinieri il grado di maresciallo maggiore aiutante ha assunto la denominazione di maresciallo aiutante S.U.P.S. (sostituto ufficiale di pubblica sicurezza).
Nel 2017, in seguito al riordino dei ruoli e delle carriere del personale delle Forze armate, nell'Arma dei Carabinieri al posto del maresciallo aiutante S.U.P.S. è stato reintrodotto il grado di maresciallo maggiore..

### Francia
Nell'esercito e nell'Aeronautica francese i gradi di Adjudant-chef (aiutante capo) e Adjudant (aiutante) sono rispettivamente omologabili a maresciallo ordinario e maresciallo capo dell'Esercito Italiano e dell'Arma dei Carabinieri e a maresciallo di seconda e terza classe dell'Aeronautica Militare Italiana, mentre il grado apicale dei sottufficiali è maggiore (Major) corrispondente al grado di primo maresciallo delle forze armate italiane.

### Paesi arabi
Alcune forze armate nel mondo arabo hanno il grado di assistente o aiutante, che è il grado più alto tra i sottufficiali.

#### Egitto
Nelle forze armate egiziane i gradi apicali tra i sottufficiali in ordine crescente sono assistente (arabo: مساعد; traslitterato: Musāīd)  e primo assistente (arabo: مساعد أول'; traslitterato: Musāīd 'awwāl) omologabili rispettivamente al primo maresciallo delle forze armate italiane e al luogotenente delle forze armate italiane.
| Esercito egiziano                   | Esercito egiziano        |
| Primo aiutante                      | Aiutante                 |
| in arabo مساعد أول‎? (Musaīd 'awwāl) | in arabo مساعد‎? (Musāīd) |
| ----------------------------------- | ------------------------ |
|                                     |                          |

#### Siria
Nelle forze armate siriane i gradi apicali tra i sottufficiali in ordine crescente sono assistente (arabo: مساعد; traslitterato: Musāīd), secondo assistente (arabo: مساعد ثاني; traslitterato: Musāīd) e primo assistente (arabo: مساعد أول; traslitterato: Musāīd thani) omologabili rispettivamente al primo maresciallo, al luogotenente e al primo luogotenente delle forze armate italiane.
| Esercito Arabo Siriano              | Esercito Arabo Siriano              | Esercito Arabo Siriano   |
| Primo aiutante                      | Secondo aiutante                    | Aiutante                 |
| in arabo مساعد أول‎? (Musaīd 'awwāl) | in arabo مساعد ثاني‎? (Musāīd thani) | in arabo مساعد‎? (Musāīd) |
| ----------------------------------- | ----------------------------------- | ------------------------ |
|                                     |                                     |                          |

| Forza aerea araba siriana           | Forza aerea araba siriana           | Forza aerea araba siriana |
| Primo aiutante                      | Secondo aiutante                    | Aiutante                  |
| in arabo مساعد أول‎? (Musaīd 'awwāl) | in arabo مساعد ثاني‎? (Musāīd thani) | in arabo مساعد‎? (Musāīd)  |
| ----------------------------------- | ----------------------------------- | ------------------------- |
|                                     |                                     |                           |

### Paesi Bassi
Nelle forze armate olandesi il grado di Adjudant-Onderofficier (aiutante sottufficiale) è il grado apicale tra i sottufficiali omologabile al grado di primo maresciallo delle forze armate italiane.
| Codice NATO | Regio Esercito | Regio Esercito | Regio Esercito | Regio Esercito | Regio Esercito | Regio Esercito | Regio Esercito | Regio Esercito        | Marina Reale          | Marina Reale          | Marina Reale          | Marina Reale          | Marina Reale          | Marina Reale          | Marina Reale          | Marina Reale          | Aeronautica militare  | Aeronautica militare  | Aeronautica militare  | Aeronautica militare  | Aeronautica militare  | Aeronautica militare  | Aeronautica militare  | Aeronautica militare | Gendarmeria | Gendarmeria | Gendarmeria | Gendarmeria | Gendarmeria | Gendarmeria | Gendarmeria | Gendarmeria |
| ----------- | -------------- | -------------- | -------------- | -------------- | -------------- | -------------- | -------------- | --------------------- | --------------------- | --------------------- | --------------------- | --------------------- | --------------------- | --------------------- | --------------------- | --------------------- | --------------------- | --------------------- | --------------------- | --------------------- | --------------------- | --------------------- | --------------------- | -------------------- | ----------- | ----------- | ----------- | ----------- | ----------- | ----------- | ----------- | ----------- |
| Paesi Bassi |                |                |                |                |                |                |                |                       |                       |                       |                       |                       |                       |                       |                       |                       |                       |                       |                       |                       |                       |                       |                       |                      |             |             |             |             |             |             |             |             |
| Adjudant    | Adjudant       | Adjudant       | Adjudant       | Adjudant       | Adjudant       | Adjudant       | Adjudant       | Adjudant-onderofficer | Adjudant-onderofficer | Adjudant-onderofficer | Adjudant-onderofficer | Adjudant-onderofficer | Adjudant-onderofficer | Adjudant-onderofficer | Adjudant-onderofficer | Adjudant-onderofficer | Adjudant-onderofficer | Adjudant-onderofficer | Adjudant-onderofficer | Adjudant-onderofficer | Adjudant-onderofficer | Adjudant-onderofficer | Adjudant-onderofficer | Adjudant             | Adjudant    | Adjudant    | Adjudant    | Adjudant    | Adjudant    | Adjudant    | Adjudant    |             |

### Portogallo
Nell'Exército Português il grado di Sargento-ajudante (sergente aiutante) è un grado dei sottufficiali omologabile nelle forze armate italiane al grado di  maresciallo dell'Esercito e dell'Arma dei Carabinieri, al maresciallo di terza classe dell'Aeronautica e al capo di terza classe della Marina Militare.

### Svizzera
Nelle forze armate svizzere i gradi apicali dei sottufficiali in ordine crescente sono: 
- tedesco: Adjutant Unteroffizier, Stabsadjutant, Hauptadjutant, Chefadjutant
- francese: Adjudant sous-officier, Adjudant d'état-major, Adjudant-major, Adjutant-chef
- italiano: aiutante sottufficiale, aiutante di stato maggiore, aiutante maggiore, aiutante capo

I gradi di aiutante sottufficiale, aiutante di stato maggiore e aiutante maggiore sono omologabili rispettivamente al grado di maresciallo, di Maresciallo ordinario e di  Maresciallo capo dell'esercito, al maresciallo di terza, di seconda e di  prima classe  dell'aeronautica militare italiana e al capo di prima, seconda e terza classe della Marina Militare Italiana, mentre il grado di aiutante capo è omologabile al primo maresciallo delle forze armate italiane.
| Forze armate svizzere | Forze armate svizzere     | Forze armate svizzere         | Forze armate svizzere                | Forze armate svizzere              | Forze armate svizzere | Forze armate svizzere | Forze armate svizzere | Forze armate svizzere | Forze armate svizzere | Forze armate svizzere | Forze armate svizzere | Forze armate svizzere | Forze armate svizzere | Forze armate svizzere |
| Ruolo                 | Aiutanti                  | Aiutanti                      | Aiutanti                             | Aiutanti                           |                       |                       |                       |                       |                       |                       |                       |                       |                       |                       |
| Codice NATO           | OR-9                      | OR-9                          | OR-9                                 | OR-8                               |                       |                       |                       |                       |                       |                       |                       |                       |                       |                       |
| --------------------- | ------------------------- | ----------------------------- | ------------------------------------ | ---------------------------------- | --------------------- | --------------------- | --------------------- | --------------------- | --------------------- | --------------------- | --------------------- | --------------------- | --------------------- | --------------------- |
| Tubolare              |                           |                               |                                      |                                    |                       |                       |                       |                       |                       |                       |                       |                       |                       |                       |
| italiano              | aiutante capo (aiut capo) | aiutante maggiore (aiut magg) | aiutante di stato maggiore (aiut SM) | aiutante sottufficiale (aiut suff) |                       |                       |                       |                       |                       |                       |                       |                       |                       |                       |
| romancio              | schefadjutant (schefadj)  | adjutant principal (adj prin) | adjutant da stab (adj S)             | adjutant sutuffizier (adj suff)    |                       |                       |                       |                       |                       |                       |                       |                       |                       |                       |
| francese              | adjudant-chef (adj chef)  | adjudant-major (adjm)         | adjudant d'état-major (adjut EM)     | adjudant sous-officier (adj sof)   |                       |                       |                       |                       |                       |                       |                       |                       |                       |                       |
| tedesco               | Chefadjutant (Chefadj)    | Hauptadjutant (Hptadj)        | Stabsadjutant (Stabadj)              | Adjutant Unteroffizier (Adj Uof)   |                       |                       |                       |                       |                       |                       |                       |                       |                       |                       |
|                       |                           |                               |                                      |                                    |                       |                       |                       |                       |                       |                       |                       |                       |                       |                       |